# Dicerca furcata
Dicerca furcata es una especie de escarabajo del género Dicerca, familia Buprestidae. Fue descrita científicamente por Thunberg en 1787.

## Distribución geográfica
Habita en la región paleártica.